# Rimon-et-Savel
Rimon-et-Savel ist eine französische Gemeinde mit 22 Einwohnern (Stand: 1. Januar 2022) im Département Drôme in der Region Auvergne-Rhône-Alpes. Sie gehört zum Arrondissement Die und zum Kanton Le Diois. Sie grenzt im Norden an Aurel, im Nordosten an Montmaur-en-Diois, im Osten an Barnave, im Süden an Pennes-le-Sec, im Südwesten an Pradelle (Berührungspunkt) und im Westen an Saint-Benoit-en-Diois. Die Bewohner werden Rimondiers und Rimondières genannt.

## Bevölkerungsentwicklung
| Jahr                       | 1962 | 1968 | 1975 | 1982 | 1990 | 1999 | 2008 | 2016 |
| -------------------------- | ---- | ---- | ---- | ---- | ---- | ---- | ---- | ---- |
| Einwohner                  | 31   | 32   | 32   | 26   | 26   | 29   | 31   | 28   |
| Quellen: Cassini und INSEE |      |      |      |      |      |      |      |      |

## Sehenswürdigkeiten

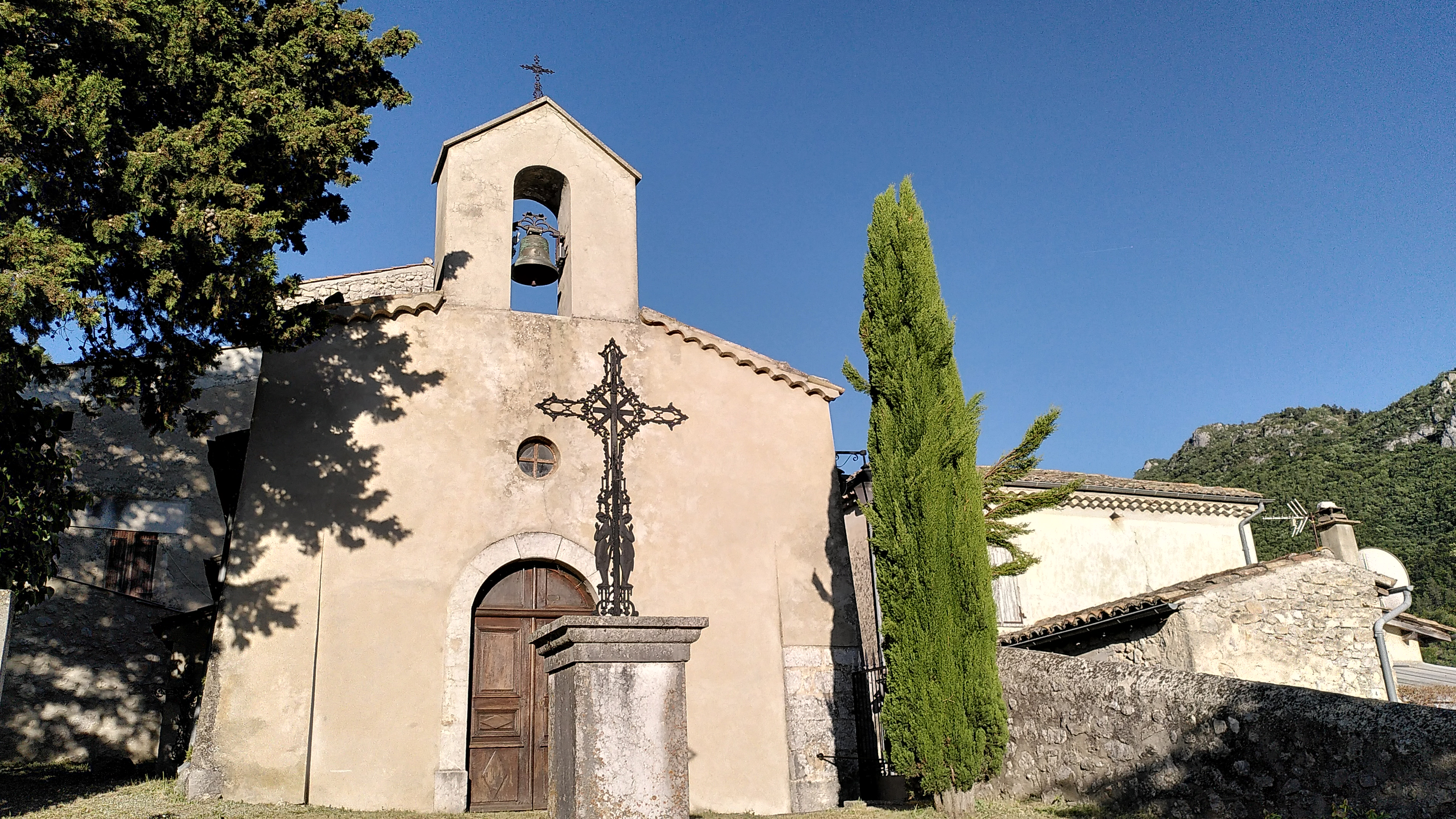
Ehemalige Kirche Saint-Clément

- Turm und Reste der mittelalterlichen Festung in Rimon
- Kirche Saint-Marcel in Rimon
- Ehemalige Kirche Saint-Clément in Savel